# Laura Kelly
Pour les articles homonymes, voir Kelly.
Laura Jeanne Kelly, née le 24 janvier 1950 à New York, est une femme politique américaine, membre du Parti démocrate et gouverneure du Kansas depuis 2019.

## Biographie

### Sénatrice du Kansas
Élevée dans une famille avec un père engagé dans l'armée américaine, souvent stationné à l'étranger, Laura Kelly est élue au Sénat du Kansas dans le 18e district, couvrant le centre-ville de la capitale de l'État, Topeka, ainsi que ses environs au nord-ouest, pour quatre mandats, du 10 janvier 2005 au 14 janvier 2019.

### Gouverneur du Kansas
Elle devient gouverneur du Kansas le jour de sa démission de la législature d'État, après avoir défait Kris Kobach, candidat du Parti républicain, lors des élections de 2018, par 48 % des voix contre 43 %, avec près de 7 % à l'entrepreneur indépendant Greg Orman. Elle fait principalement campagne sur un meilleur financement du système éducatif de l'État.